# Isophya equatorialis
Isophya equatorialis är en insektsart som beskrevs av Giglio-tos 1898. Isophya equatorialis ingår i släktet Isophya och familjen vårtbitare. Inga underarter finns listade i Catalogue of Life.